# Pierre Rolland
Pierre Rolland (Gien, 10 ottobre 1986) è un ex ciclista su strada francese. Professionista dal 2007 al 2022, ha vinto due tappe al Tour de France e una al Giro d'Italia, oltre alla maglia bianca di miglior giovane al Tour de France 2011.

## Carriera

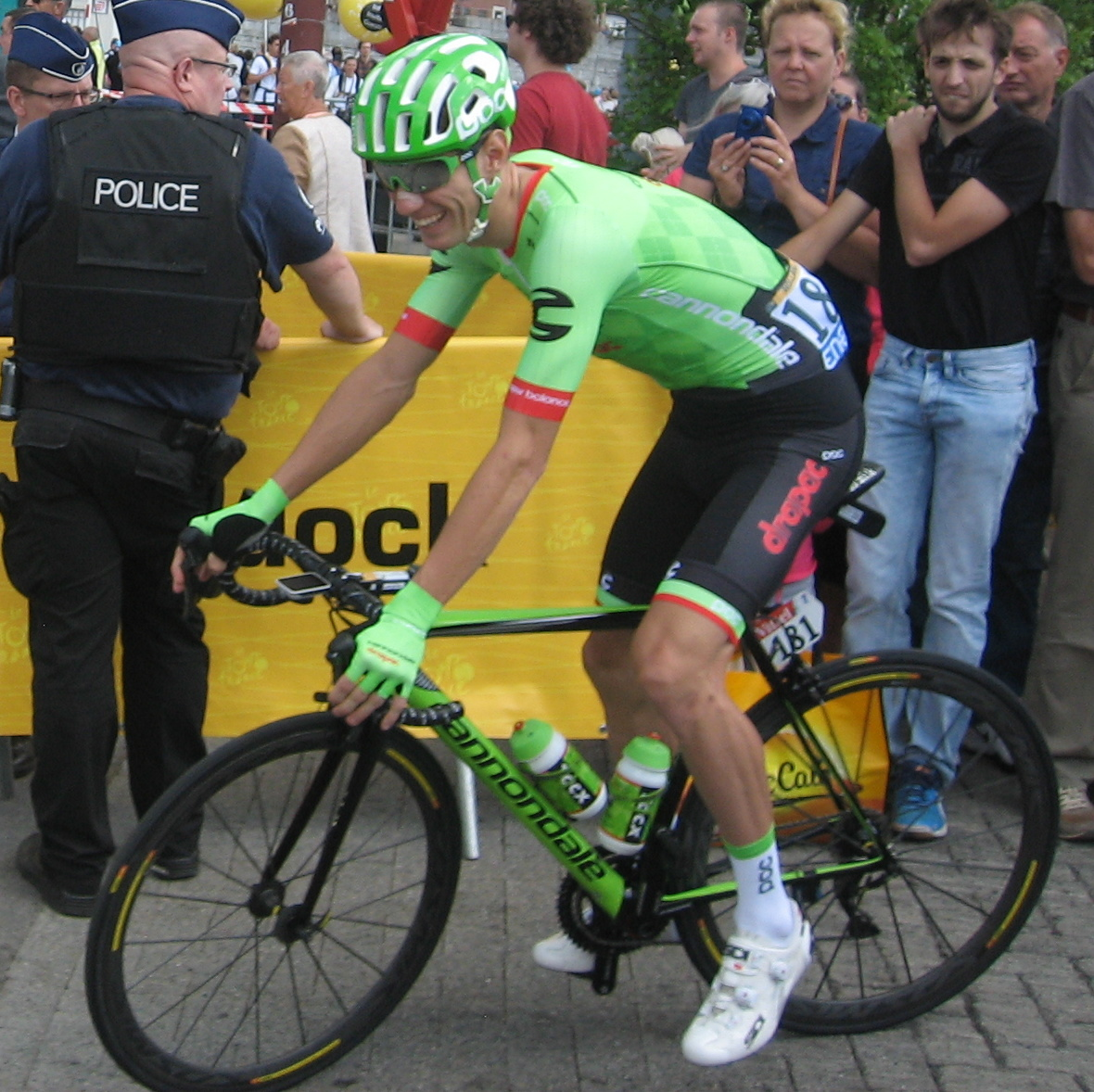
Pierre Rolland durante il Tour de France 2017.

Rolland incominciò a praticare ciclismo ad Orléans, correndo per una squadra giovanile locale, il Cercle Gambetta. Nel 2004 partecipò con la nazionale francese juniores ad alcune corse, tra le quali i campionati del mondo juniores. L'anno seguente passò alla squadra dilettantistica bretone Super Sport 35, diretta da Stéphane Heulot, con la quale nel 2006 vinse la classifica generale del Mi-Août en Bretagne, classificandosi inoltre quarto nella Ronde de l'Isard d'Ariège e nono nel Berlin-Rundfahrt corso con la nazionale francese. Nella seconda metà della stagione effettuò un periodo di prova presso la squadra professionistica francese Crédit Agricole, venendo ingaggiato da tale squadra a partire dalla stagione seguente.
Passato professionista, nel 2007 Rolland ottenne subito la sua prima vittoria da professionista, vincendo la seconda tappa della corsa africana La Tropicale Amissa Bongo, che concluse al secondo posto nella classifica generale dietro a Frédéric Guesdon. Vinse anche una tappa del Tour du Limousin e centrò vari piazzamenti in corse francesi, tra cui un secondo posto nel Tour du Doubs. Nel 2008 si mise in mostra nella Parigi-Nizza, dove si piazzò tra i primi dieci nella difficile tappa del Mont Ventoux, e soprattutto nel Critérium du Dauphiné Libéré, nel quale vinse la classifica degli scalatori ed arrivò secondo in una tappa. Grazie a queste prestazioni, fu convocato in Nazionale per i Giochi olimpici di Pechino, dove non riuscì a portare a termine la gara.
Per la stagione 2009, essendo stata dismessa la Crédit Agricole, passò ad un'altra squadra francese, la Bbox Bouygues Télécom di Jean-René Bernaudeau. Con questa squadra prese parte al primo Grande Giro della sua carriera, il Tour de France, nel quale si classificò ventunesimo, risultando il miglior piazzato della sua squadra. L'anno dopo, nel 2010, oltre al Tour de France partecipò anche alla Vuelta a España, nella quale però si ritirò.
Nella stagione 2011 la squadra di Rolland cambia sponsor, divenendo Team Europcar. Al Tour de France il suo compagno di squadra Thomas Voeckler conquista la maglia gialla grazie ad una fuga: Rolland lavora in suo sostegno e lo accompagna costantemente nelle tappe di montagna, aiutandolo a mantenere la leadership della classifica, per poi vincere la diciannovesima tappa con arrivo sull'Alpe d'Huez dopo aver staccato negli ultimi chilometri Alberto Contador e Samuel Sánchez. Al termine della corsa si aggiudica la classifica giovani.
Per la stagione 2016 passa tra le file della Cannondale con l'obiettivo di fare classifica al Tour de France ma delude le attese piazzandosi al 16º posto. Prende parte anche alla Vuelta a España concentrandosi sui successi parziali ma, nonostante riesca ad entrare in numerose fughe, non riesce a centrare l'obiettivo.
Partecipa al Giro d'Italia 2017 con l'obiettivo di vincere una tappa. Ci riesce in occasione della diciassettesima frazione quando va in fuga fin dal via, si fa riprendere dal gruppo degli inseguitori e poi li stacca nel finale, andando a imporsi da solo sul traguardo di Canazei.
Nel 2018 si concentra solamente al Tour de France, dove ottiene come miglior risultato un'undicesima posizione nella quattordicesima tappa. Il 9 agosto firma per la stagione 2019 con la Vital Concept Cycling Club.

## Palmarès
- 2006 (Dilettanti)

Prix d'Armorique
- 2007 (Crédit Agricole, due vittorie)

1ª tappa La Tropicale Amissa Bongo
2ª tappa Tour du Limousin
- 2010 (Bbox Bouygues Telecom, una vittoria)

4ª tappa Circuit de Lorraine
- 2011 (Team Europcar, una vittoria)

19ª tappa Tour de France (Modane Valfréjus > Alpe d'Huez)
- 2012 (Team Europcar, due vittorie)

3ª tappa Étoile de Bessèges (Bessèges > Bessèges)
11ª tappa Tour de France (Albertville > La Toussuire-Les Sybelles)
- 2013 (Team Europcar, due vittorie)

3ª tappa Circuit Cycliste Sarthe (Angers > Pré-en-Pail)
Classifica generale Circuit Cycliste Sarthe
- 2015 (Team Europcar, due vittorie)

3ª tappa Vuelta a Castilla y León (Zamora > Alto de Lubián)
Classifica generale Vuelta a Castilla y León
- 2017 (Cannondale-Drapac, due vittorie)

17ª tappa Giro d'Italia (Tirano > Canazei)
3ª tappa Route du Sud (Saint-Gaudens > Gavarnie-Gèdre)
- 2020 (B&B Hotels-Vital Concept, due vittorie)

3ª tappa Tour de Savoie Mont-Blanc (Saint-Michel-de-Maurienne > Valmeinier)
Classifica generale Tour de Savoie Mont-Blanc
- 2021 (B&B Hotels, una vittoria)

6ª tappa Tour du Rwanda (Kigali (Rond Point KBC)> Kigali (Monte Kigali))

### Altri successi
- 2008 (Crédit Agricole)

Classifica scalatori Critérium du Dauphiné Libéré
- 2010 (Bbox Bouygues Telecom)

Classifica scalatori Critérium International
- 2011 (Team Europcar)

Classifica giovani Tour de France
- 2017 (Cannondale-Drapac)

Classifica sprint intermedi Volta Ciclista a Catalunya
- 2020 (B&B Hotels-Vital Concept)

Classifica a punti Tour de Savoie Mont-Blanc
Classifica scalatori Tour de Savoie Mont-Blanc
- 2022 (B&B Hotels-KTM)

Classifica scalatori Giro del Delfinato

## Piazzamenti

### Grandi Giri
- Giro d'Italia

2014: 4º
2017: 22º
- Tour de France

2009: 21º
2010: 55º
2011: 10º
2012: 8º
2013: 24º
2014: 11º
2015: 10º
2016: 16º
2017: 54º
2018: 27º
2020: 18º
2021: 51º
2022: 68º
- Vuelta a España

2010: ritirato
2015: 50º
2016: 50º
2018: 56º

### Classiche monumento
- Liegi-Bastogne-Liegi

2008: 96º
2009: 70º
2010: 67º
2012: 12º
2013: 24º
2014: 23º
2015: 84º
2018: 51º
- Giro di Lombardia

2019: 20º

### Competizioni mondiali
- Campionati del mondo

Verona 2004 - In linea Juniores: 15º
Salisburgo 2006 - In linea Under-23: 83º
- Giochi olimpici

Pechino 2008 - In linea: ritirato